# Поле валентных сил

Атомарная структура алмаза. Показаны ближайшие тетраэдры с ближайшими соседями и ближайшими к ближайшими соседями. При деформации атомы смещаются из положений для идеального кристалла (показано серым).

Поле валентных сил (англ. Valence force field) — приближение квантовой химии, которое представляет межмолекулярные силы как многочастичные взаимодействия и пытается связать модельные параметры с экспериментальными результатами. Все силовые взаимодействия представляются только изменение длины связей и углов в треугольнике образованными тройками атомов. Такую модель можно использовать для связи этих валентных сил с упругими константами.

## Потенциальная энергия
Потенциальная энергия для структуры алмаза впервые была рассмотрена в работе
{\displaystyle {\begin{alignedat}{2}\Phi &={\frac {1}{2}}k_{r}\sum \delta r_{ij}^{2}+k_{rr}\sum \delta r_{ij}\delta r_{jk}+{\frac {1}{2}}r_{0}^{2}k_{\theta }\sum \delta \theta _{ijk}^{2}+r_{0}k_{r\theta }^{'}\sum \delta r_{ij}\delta \theta _{ijk}\\&+r_{0}k_{r\theta }^{''}\sum \delta r_{ij}\delta \theta _{kjl}+r_{0}^{2}k_{\theta \theta }^{'}\sum \delta \theta _{ijk}\delta \theta _{ijl}+r_{0}^{2}k_{\theta \theta }^{''}\sum \delta \theta _{ijk}\delta \theta _{ljm},\end{alignedat}}}
где {\displaystyle \delta } обозначает изменение по сравнению с равновесной величиной. Например, {\displaystyle \delta r_{ij}} соответствует изменению расстояния между атомами с индексами i и j по сравнению с равновесным расстоянием r0. Силовые константы: {\displaystyle k_{r}} — отвечает за изменение длины связи между ближайшими соседями, {\displaystyle k_{rr}} — константа взаимодействия двух связей между атомом j и ближайшими соседями i и k, {\displaystyle k_{\theta }} — угловая жёсткость для угла образованного связями атомов i, j и k обозначаемого {\displaystyle \theta _{ijk}}, {\displaystyle k_{r\theta }^{'}} — константа взаимодействия связи образованной атомами i и j, которая формирует угол {\displaystyle \theta _{ijk}}, {\displaystyle k_{r\theta }^{''}} — константа взаимодействия связи образованной атомами i и j, которая не образует угол {\displaystyle \theta _{ijl}}, {\displaystyle k_{\theta \theta }^{'}} — константа взаимодействия связей между углами {\displaystyle \theta _{ijk}} и {\displaystyle \theta _{ijl}}, которые имеют одну общую связь ij, {\displaystyle k_{\theta \theta }^{''}} — константа взаимодействия связей между углами {\displaystyle \theta _{ijk}} {\displaystyle \theta _{ljm}}, которые не имеют общей связи.
| Индекс | 1 | 2 | 3 | 4 | 5  | 6  | 7  | ̅1̅  | ̅2̅   | ̅3̅   | ̅4̅   | ̅5̅    | ̅6̅    | ̅7̅    |
| ------ | - | - | - | - | -- | -- | -- | -- | --- | --- | --- | ---- | ---- | ---- |
| x      | 0 | a | a | 0 | -a | -a | 0  | ½a | -½a | -½a | ½a  | ½a+a | ½a+a | ½a   |
| y      | 0 | a | 0 | a | -a | 0  | -a | ½a | -½a | ½a  | -½a | ½a+a | ½a   | ½a+a |
| z      | 0 | 0 | a | a | 0  | -a | -a | ½a | ½a  | -½a | -½a | ½a   | ½a+a | ½a+a |